# Canton de Château-Gontier-Ouest
Le canton de Château-Gontier-Ouest est une ancienne division administrative française située dans le département de la Mayenne et la région Pays de la Loire.

## Géographie
Le canton est situé dans le sud-Mayenne.

## Histoire
Le territoire cantonal faisait partie de la sénéchaussée angevine de Château-Gontier dépendante de la sénéchaussée principale d'Angers depuis le Moyen Âge jusqu'à la Révolution française. 
En 1790, lors de la création des départements français, une partie de Haut-Anjou a formé le sud mayennais sous l'appellation de Mayenne angevine.

## Représentation

### Conseillers généraux du canton de Château-Gontier Ouest (1985 à 2015)
| Période | Période | Identité     | Étiquette   | Qualité |
| ------- | ------- | ------------ | ----------- | --- |
| 1985    | 2015    | Jean Arthuis | UDF puis AC | Expert-comptable, maire de Château-Gontier de 1971 à 1995, sénateur (1983-1986, 1988-1995 et 1997-2014), secrétaire d'État (1986-1987), ministre (1995-1997), président du conseil général (1992-2014) |

Le canton participe à l'élection du député de la deuxième circonscription de la Mayenne.

### Conseillers généraux de l'ancien canton de Château-Gontier (1833 à 1985)
| Période | Période                   | Identité                                    | Étiquette   | Qualité                                                                                               |
| ------- | ------------------------- | ------------------------------------------- | ----------- | --- |
| 1833    | 1848                      | Pierre René Martinet                        |             | Notaire en 1814, maire de Château-Gontier (1830-1852), député (1846-1848)                             |
| 1848    | 1855                      | Auguste-Marie Goussé de Lalande (1785-1856) |             | Avocat, président du tribunal civil de Château-Gontier, ancien conseiller général du canton de Bierné |
| 1855    | 1867                      | Camille-Gabriel Quinefault (1811-1883)      |             | Propriétaire, maire de Château-Gontier                                                                |
| 1867    | 1886                      | Alexandre-Jean Fournier                     | Républicain | Avocat, maire de Château-Gontier en 1860, ancien conseiller général du canton de Cossé-le-Vivien      |
| 1886    | 1890 (démission d'office) | Alfred Barouille                            | Droite      | Notaire à Château-Gontier le 5 février 1878, destitué le 10 décembre 1889, député (1885-1889)         |
| 1890    | 1907 (décès)              | Étienne Albert Duboys Fresney               | Républicain | Propriétaire-agriculteur, maire d'Origné en 1865, sénateur (1899-1907)                                |
| 1907    | 1940                      | Jacques Duboys-Fresney (fils du précédent)  | FR-URD      | Député (1914-1932 et 1936-1942), maire d'Origné, nommé conseiller départemental en 1943               |
|         |                           |                                             |             | |
| 1945    | 1976                      | Georges Lefèvre (1893-1983)                 | DVD         | Médecin, maire de Château-Gontier (1965-1971)                                                         |
| 1976    | 1985                      | Jean Arthuis                                | CD          | Expert-comptable, maire de Château-Gontier (1971-1995)                                                |

### Conseillers d'arrondissement du canton de Château-Gontier (de 1833 à 1940)
Le canton de Château-Gontier avait deux conseillers d'arrondissement.
| Période                                  | Période      | Identité                                                     | Étiquette    | Qualité |
| ---------------------------------------- | ------------ | ------------------------------------------------------------ | ------------ | --- |
| 1833                                     | 1848         | René Laumaillé-Martin                                        |              | Propriétaire à Château-Gontier                                                                              |
| 1833                                     | 1836         | Joseph Pierre Salmon (1777-1861)                             |              | Officier, propriétaire, maire de Bazouges                                                                   |
| 1836                                     | 1848         | Laurent Jean René Gault (1779-1856)                          |              | Ancien notaire, juge de paix à Château-Gontier                                                              |
| 1848                                     | 1871         | François Letessier-Douaillon (1794-1881)                     |              | Propriétaire à Château-Gontier                                                                              |
| 1848                                     | 1852         | Sylvain Jonathas de Penfentenyo de Cheffontaines (1807-1882) |              | Ancien officier, propriétaire à Château-Gontier                                                             |
| 1852                                     | 1871         | Nicolas Louis René Maunoir de La Mâsse (1788-1872)           |              | Juge au tribunal de Château-Gontier                                                                         |
| 1871                                     | 1874         | Jérôme Pelmoine (1812-1906)                                  |              | Négociant à Château-Gontier, ancien sous-préfet intérimaire (1870)                                          |
| 1871                                     | 1874 (décès) | Achille Lefebvre d'Argencé (1822-1874)                       |              | Propriétaire à Château-Gontier                                                                              |
| 1874                                     | 1878 (décès) | Adrien Freulon                                               |              | Propriétaire, adjoint au maire de Château-Gontier                                                           |
| 1874                                     | 1880         | Bernard Martinet                                             |              | Maire d'Ampoigné                                                                                            |
| 1878                                     | 1886         | Marquis Jules de La Tullaye                                  |              | Propriétaire, maire de Menil                                                                                |
| 1880                                     | 1886         | Denis-François Barouille (1840-1898)                         |              | Notaire, conseiller municipal de Château-Gontier                                                            |
| 1886                                     | 1891 (décès) | Comte Marc Jean Alphonse de Lancrau de Bréon (1809-1891)     |              | Polytechnicien, propriétaire à Marigné-Peuton                                                               |
| 1886                                     | 1892         | Henri Salliot (1832-1902)                                    | Conservateur | Propriétaire agriculteur, maire de Houssay                                                                  |
| 1892                                     | 1895         | André-Jean Apert                                             | Républicain  | Propriétaire à Château-Gontier                                                                              |
| 1892                                     | 1895         | Charles Couet                                                | Républicain  | Marchand de bois, propriétaire à Château-Gontier                                                            |
| 1895                                     | 1901         | Henri Salliot                                                | Conservateur | Propriétaire agriculteur, maire de Houssay                                                                  |
| 1895                                     | 1907         | Marc Déan de Luigné-Saint-Martin (1854-1910)                 | Conservateur | Propriétaire du château de la Guyonnière à Azé                                                              |
| 1898                                     | 1901         | Comte Henri Paul Joseph de Sèze (1851-1918)                  | Conservateur | Propriétaire du château de Saint-Ouen de Chemazé, maire de Chemazé                                          |
| 1901                                     | 1913         | Vicomte Henri Charles de La Jaille (1840-1916)               | Conservateur | Officier de cavalerie, propriétaire à Château-Gontier                                                       |
| 1907                                     | 1925         | Vicomte Henry Walsh de Serrant (1876-1934)                   | Conservateur | Maire de Bazouges                                                                                           |
| 1913                                     | 1934 (décès) | Comte Roger Lancrau de Bréon (1882-1934)                     | Conservateur | Maire de Marigné-Peuton                                                                                     |
| 1925                                     | 1940         | Maurice Desnoës                                              | Républicain  | Maire de Saint-Fort                                                                                         |
| 1934                                     | 1940         | Baron Alfred Creuzé de Lesser (1883-1967)                    |              | Officier d'artillerie, propriétaire du château de Magnanne, maire de Ménil (1926-1945)                      |
| 1940                                     |              |                                                              |              | Les conseils d'arrondissement ont été suspendus par la loi du 12 octobre 1940 et n'ont jamais été réactivés |
| Les données manquantes sont à compléter. |              |                                                              |              | |

Source : Répertoire numérique des annuaires administratifs de la Mayenne. https://archives.lamayenne.fr/archives-en-ligne/ead.html?id=FRAD053_2NUM242&c=FRAD053_2NUM242_e0000017&qid=

## Composition

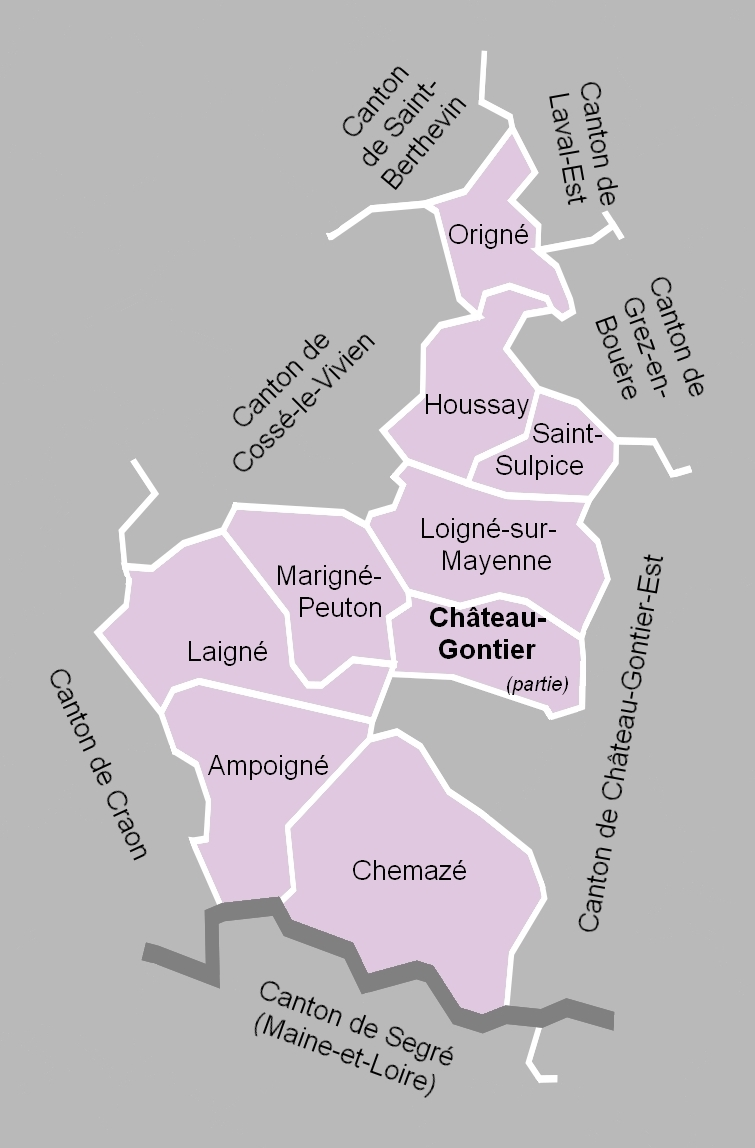
La carte des communes du canton. Les cantons limitrophes étaient ceux de Cossé-le-Vivien, de Saint-Berthevin, de Laval-Est, de Grez-en-Bouère, de Château-Gontier-Est, de Segré et de Craon.

Le canton de Château-Gontier-Ouest comptait 13 154 habitants en 2012 (population municipale) et se composait d’une fraction de la commune de Château-Gontier et de huit autres communes :
- Ampoigné ;
- Château-Gontier ;
- Chemazé ;
- Houssay ;
- Laigné ;
- Loigné-sur-Mayenne ;
- Marigné-Peuton ;
- Origné ;
- Saint-Sulpice.

La portion de Château-Gontier incluse dans ce canton est située à l'ouest de la rivière Mayenne et au nord du ruisseau le Guéret.
À la suite du redécoupage des cantons pour 2015, les communes de Chemazé, Houssay, Loigné-sur-Mayenne, Origné et Saint-Sulpice sont rattachées au canton d'Azé et les communes d'Ampoigné, Château-Gontier, Laigné et Marigné-Peuton à celui de Château-Gontier.

### Anciennes communes
Les anciennes communes suivantes étaient incluses dans le canton de Château-Gontier-Ouest :
- Cheripeau, absorbée entre 1795-1800 par Ampoigné.
- Bazouges, absorbée en 1989 par Château-Gontier.

Les territoires des communes ont également subi d'autres modifications. Château-Gontier avait déjà intégré Bazouges en 1809 (en même temps qu'Azé et Saint-Remy sur l'actuel canton de Château-Gontier-Est, Saint-Remy ayant été par la suite intégré à Saint-Fort), mais la commune avait été recréée dans la décennie suivante. La commune d'Origné est issue en 1865 d'un prélèvement de territoire de Houssay et de deux communes extérieures au canton, Nuillé-sur-Vicoin et Quelaines-Saint-Gault.

## Démographie
| 1990   | 1999   | 2006   | 2011   | 2012   |
| ------ | ------ | ------ | ------ | ------ |
| 10 271 | 10 851 | 11 907 | 13 073 | 13 154 |